# Teaktræ
Teaktræet (Tectona grandis) er et stort, løvfældende træ med en kuplet vækstform. Træet er kendt som leverandør af kvalitetstømmer.

## Beskrivelse
Stammen er ret og cylindrisk i næsten hele længden. Grenene er svære og højtsiddende. De meget store blade er modsatte, elliptiske og helrandede og er spiselige. Oversiden er fløjlshåret og græsgrøn, mens undersiden er sølvgrå. 
Blomstringen indledes efter det 20. leveår, og den foregår umiddelbart efter regntiden. De store, hvide blomster er behageligt duftende, og de sidder i endestillede halvskærme. Frugterne  produceres i store mængder og er ikke spiselige.
Rodnettet er kraftigt.
Højde x bredde og årlig tilvækst: 48 x 36 m (25 x 20 cm/år).

## Hjemsted
Træet hører oprindeligt hjemme i monsunregnområderne i Indien, Burma, Laos, Thailand og Malaysia, men det er i dag naturaliseret overalt i det tropiske Asien. 
I Indien findes teaktræ i blandede skove på veldrænet bund sammen med bl.a. flere arter af Pterospermum og med Dillenia, ibenholt, kyskhedstræ og Lagerstroemia. Disse skove har ofte underskov af bambusarten Dendrocalamus strictus.

## Anvendelser
Ud over den velkendte brug af træet som kvalitetstømmer anvendes teak lokalt til:
Medicinsk brug:
- Frøolien: Eksem og skurv.
- Frøene: Udrensning og mod svækkelse, feber og hævelser.
- Frugterne: Vanddrivende.
- Blomsterne: Vanddrivende.
- Blomstersaft: Som forfriskning og appetitvækker, mod hovedpine og mavesyre.
- Bladene: Homøostatisk udrensning og sårbehandling.
- Barken: Mod bronkitis, hyperventilering, dysenteri, spedalskhed og hudsygdomme.
- Veddet: Mod diabetes, hudsygdomme, indvoldsproblemer, trøske, mundbetændelse, halsbrand.
- Rødderne: Vandladningsproblemer.

Se venligst: Lægeligt forbehold.
Ikke-medicinsk brug:
- Bladene: Farvestof, indpakning, som tallerken eller paraply.

Veddet er tungt og indeholder en olieagtig harpiks, som modvirker råd, og som gør det uspiseligt for insekter (herunder termitter). Veddet fremkalder hverken iltning eller korrosion ved kontakt med metal. Til gengæld betyder et højt indhold af kisel, at bearbejdningsværktøj slides hurtigt.
Træet bliver også brugt til at lave harpuner til undervandsjagt